# Формула-1 — Гран-прі Сінгапуру 2025
Гран-прі Сінгапуру 2025 (офіційно — Formula 1 Singapore Airlines Singapore Grand Prix 2025) — автоперегони чемпіонату світу з Формули-1, які відбудуться 5 жовтня 2025 року. Гонка буде проведена автодромі Марина Бей в Марина-Бей, Сінгапур. Це вісімнадцятий етап Чемпіонату світу та шістнадцяте Гран-прі Сінгапуру в історії.

## Розклад (UTC+3)
| Дата     | Подія           | Час           |
| -------- | --------------- | ------------- |
| 3 жовтня | Вільний заїзд 1 | 12:30 - 13:30 |
| 3 жовтня | Вільний заїзд 2 | 16:00 - 17:00 |
| 4 жовтня | Вільний заїзд 3 | 12:30 - 13:30 |
| 4 жовтня | Кваліфікація    | 16:00 - 17:00 |
| 5 жовтня | Перегони        | 15:00         |
| Джерело: |                 |               |